# The National Hotel
The National Hotel est un hôtel américain situé à Miami Beach, en Floride.

## Histoire
Le bâtiment Art déco est construit pendant la Seconde Guerre mondiale par l'architecte Roy F. France, crédité pour avoir créé la skyline de Miami Beach.
En 1996, l'hôtel est racheté par Hans Krause pour 9 millions de dollars. Le propriétaire investit plus de cinq millions de dollars dans sa rénovation avant de le revendre en 2007 à l'homme d'affaires français Claude Dray. La famille Dray engage alors une longue campagne de rénovation.
The National Hotel devient membre des Historic Hotels of America en 2010. En 2011, la société propriétaire de l'hôtel demande une autorisation municipale pour des démolitions partielles en vue de sa rénovation, puis obtient un plan de refinancement en 2012 permettant le lancement de ce projet. En 2022, après sa rénovation, l'hôtel devient exclusivement réservé aux adultes de plus de 21 ans.

## Description
L'hôtel dispose d'un restaurant (Mareva 1939), de deux bars (Bar 1939 et Martini Room), d'une des plus longues piscines en Floride (près de 60 mètres de long), et de 116 chambres et 36 cabanes indépendantes.
Son propriétaire est la française Delphine Dray, fille de Claude Dray.